# Nhân viên cổ cồn trắng
Nhân viên cổ cồn trắng (tiếng Anh: white-collar worker) là một khái niệm được hình thành tại Việt Nam từ thời Pháp thuộc. Ở thời kỳ này những công nhân lao động chân tay được gọi là col-bleu (nhân viên cổ cồn xanh, cổ áo màu xanh - tức mặc áo xanh), còn những viên chức văn phòng thì gọi là col-blanc (tương tự: mặc áo trắng).
Đây là một cách gọi vắn tắt của người Pháp khi muốn đề cập đến hai bộ phận nhân sự khác nhau. Từ "Col" có nghĩa là cổ áo, được phát âm là "côn" nên được đọc là "cổ cồn". Ngày nay khi nhắc đến cổ cồn trắng thì có hai khái niệm:
1. Người lao động trí thức, chuyên gia trong một lĩnh vực nào đó, sử dụng trí tuệ, kiến thức làm công cụ làm việc.
2. Kẻ phạm tội bằng hình thức sử dụng các công nghệ cao, áp dụng kiến thức và trí tuệ vào việc phạm tội nhưng không gây bạo lực.